# دير أنغريف

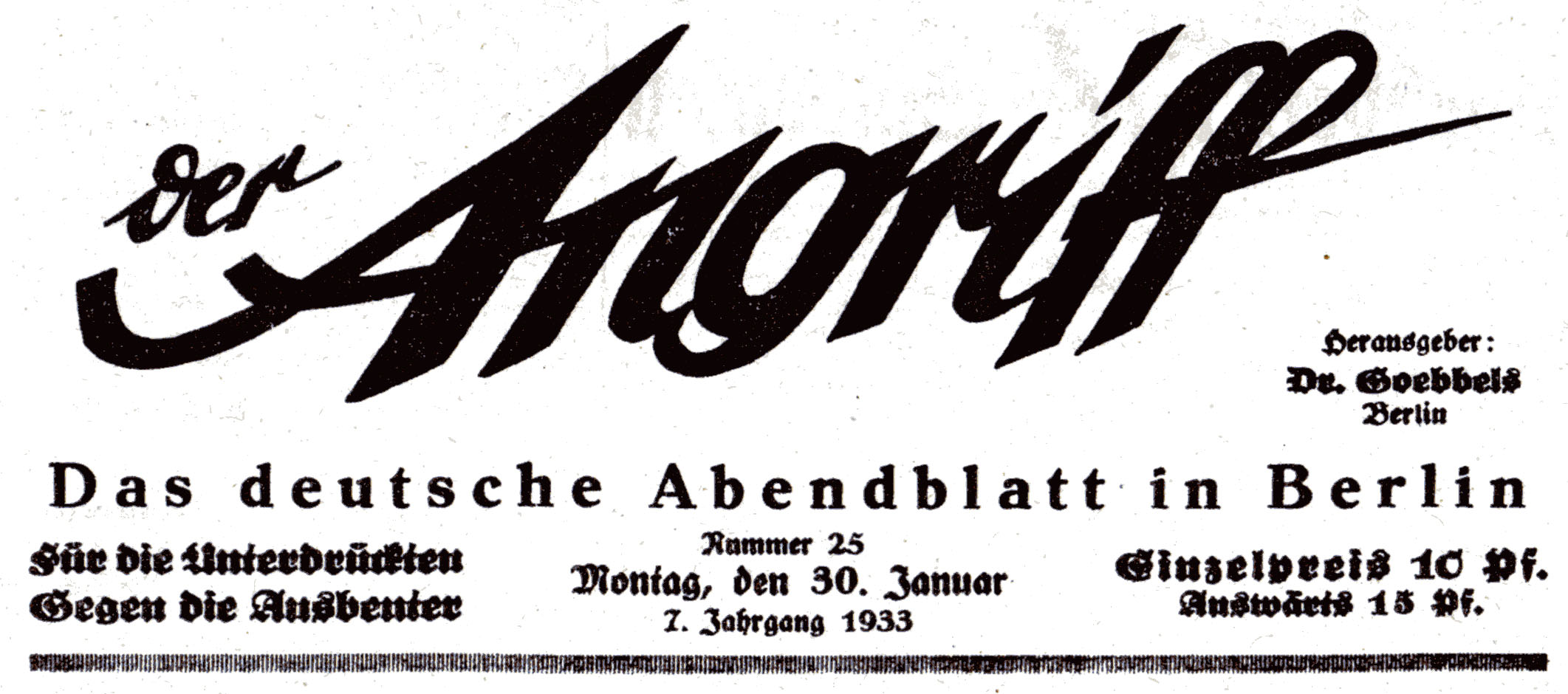
في الفترة من 30 يناير 1933 (وصول هتلر للسلطة)

دير أنغريف (بالإنجليزية "The Attack") هي جريدة ألمانية تأسست عام 1927 من قبل جاو برلين للحزب النازي. تم نشر الإصدار الأخير في 24 أبريل 1945.

## التاريخ
أنشأ الصحيفة جوزيف غوبلز، الذي أصبح في عام 1926 زعيماً للحزب النازي (غاولايتر) في برلين، وقدم الحزب معظم الأموال اللازمة لضمان النشر. تأسست الصحيفة لأول مرة لحشد أعضاء الحزب النازي خلال الحظر الذي استمر ما يقرب من عامين على الحزب في برلين. صُنِّف دير أنغريف كورقة تداول واسعة النطاق قاتلت «النظام» المكروه بلغة وقحة وعدوانية. كانت معاداة البرلمان ومعاداة السامية الموضوعات التي تناولتها الصحيفة. وكان معظم المساهمين المنتظمين موظفين في الحزب؛ عادةً ما يكتب الناشرون، غوبلز، مقالات حتى عام 1933، ووقع عليها «د. ج.» كان ويلي كراوس، الذي استخدم اسم بيتر هاغن، أول رئيس تحرير لها. خلفه يوليوس ليبرت أولاً، ثم في عام 1933 بواسطة كارولي كامبمان، ومن عام 1935، صديق هانز شوارز فان بيرك صديق جوبيلز الموثوق به. عرضت الصحيفة الرسوم الكاريكاتورية السياسية لهانز شفايتزر.
نُشرت الصحيفة لأول مرة في 4 يوليو 1927 بواسطة مطبعة أنغريف. وكان شعارها «للمضطهدين ضد المستغلين». في البداية، نشرت مرة واحدة في الأسبوع، ثم بدءًا من 1 أكتوبر 1929 مرتين في الأسبوع، وأصبحت Der Angriff صحيفة يومية تحمل العنوان الفرعي «الورقة المسائية الألمانية في برلين» بعد 1 نوفمبر 1930. بعد 1 أكتوبر 1932، نشرت مرتين يوميًا باسم «الهجوم عند الظهر» و «الهجوم الليلي». بعد 1 فبراير 1933، ظهرت ك «صحيفة يومية لجبهة العمل الألمانية» من Eher Press، مع بقاء غوبلز كناشر. احتوت بشكل أساسي على الدعاية الحزبية، والإثارة ضد جمهورية فايمار، ومعاداة السامية؛ من بين أشياء أخرى كثيرة، هاجمت بانتظام بيرنهارد فايس، نائب رئيس شرطة برلين، الذي كان يهوديًا. لهذا تم حظرها مؤقتًا في 4 نوفمبر 1931 من قبل ألبرت غريزينسكي، رئيس شرطة برلين.
في عام 1927 تداولت حوالي 2000. ارتفع هذا العدد إلى 146694 عام 1939 و306،000 بحلول عام 1944. ومع ذلك، بعد أن حصل النازيون على السلطة السياسية في ألمانيا في 30 يناير 1933، انخفضت أهمية الصحيفة ببطء. عندما بدأ الحلفاء حملة القصف ضد برلين، زاد التداول للحفاظ على معنويات برلين. بعد 19 فبراير 1945، تم دمج الصحيفة مع Berliner Illustrierte Nachtausgabe (Berlin Illustrated Night Edition). تم نشر الإصدار الأخير في 24 أبريل 1945.